# Ясен
Я́сен, ясень (Fraxinus) — рід квіткових рослин з родини маслинових (Oleaceae). Рід містить майже 60 видів з поширенням у Північній Америці, Північній Африці та Євразії. Це дерева (зрідка кущі), листопадні (зрідка вічнозелені). Листки непарноперисто-складні, рідше прості. Квітки одностатеві (рідше дводомні) або полігамні. Плід — крилатка. Крилатки лінійні або довгасто-ланцетні, з крилом, більш розвинутим ближче до верхівки. Деякі види широко використовуються для отримання промислової деревини, а кора — для отримання лікарських засобів.

## Походження слова «ясен»
Українське «ясен» походить від прасл. *(j)аsеnъ(ь) / *(j)osеnъ(ь) / *(j)аsьnъ(ь), яке виводять від пра-і.є. *ōs-/*ŏs- (з суфіксом-розширенням непрямих відмінків -en, який у слов'янських мовах поширився на всю парадигму), звідси також назви ясена або схожих дерев в інших індоєвропейських мовах: лит. úosis, латис. osis, прусськ. woasis, лат. ornus < *osenos («білий ясен»), ірл. ah («бук»), грец. ὀξύα («бук»), вірм. հացի, хаці, кімр. onnen, прагерм. *askaz, *askiz, нід. es, давн.в-нім. ask, нім. Esche, англ. ash, давн-англ. æsc, дав.-ісл. askr, дан. і швед. ask.
Проте, В. І. Даль у своєму словнику виводить «ясен» («ясень») від слова «ясний»: «у якого рідке листя, багато просвіту».

## Поширення
Рід ясен налічує близько 60 видів, в Україні з них ростуть дев'ять, одним з найпоширеніших є ясен звичайний (Fraxinus excelsior). Деревина видів роду ясен використовується в меблевій промисловості та будівництві. Як декоративне дерево в Україні культивуються ясен пенсильванський (Fraxinus pennsylvanica), ясен американський (Fraxinus americana) та ясен ланцетний (Fraxinus lanceolata). Занесений до Червоної книги України (1996) ясен білоцвітий (Fraxinus ornus), який росте в природному стані тільки в єдиному локалітеті на території Закарпатської області.

## Види
Рід ясен налічує близько 65 видів, розподілених відповідно філогенетичним дослідженням по сімох секціях.
Секція Dipetalae:
- Fraxinus dipetala — ясен каліфорнійський або ясен двопелюстковий
- Fraxinus anomala
- Fraxinus quadrangulata
- Fraxinus trifoliolata

Секція Melioides у широкому розумінні (sensu lato):
- Fraxinus chiisanensis
- Fraxinus cuspidata
- Fraxinus platypoda

Секція Melioides у вузькому розумінні (sensu stricto):
- Fraxinus uhdei
- Fraxinus latifolia — ясен широколисточковий
- Fraxinus papillosa
- Fraxinus americana
- Fraxinus profunda
- Ясен пенсильванський або ясен ланцетний (Fraxinus pennsylvanica або Fraxinus lanceolata Borkh)
- Fraxinus velutina
- Fraxinus berlandieriana
- Fraxinus caroliniana

Секція Pauciflorae:
- Fraxinus greggii — ясен Ґреґґа
- Fraxinus purpusii
- Fraxinus gooddingii — ясен Ґоддінґа
- Fraxinus rufescens

Species are organized according to phylogenetic analysis.
Секція Dipetalae:
- Fraxinus dipetala — ясен каліфорнійський або ясен двопелюстковий
- Fraxinus anomala
- Fraxinus quadrangulata

Секція Melioides у широкому розумінні (sensu lato):
- Fraxinus chiisanensis
- Fraxinus cuspidata
- Fraxinus platypoda

Секція Melioides у вузькому розумінні (sensu stricto):
- Fraxinus uhdei
- Fraxinus latifolia — ясен широколисточковий
- Fraxinus papillosa
- Fraxinus americana — ясен американський
- Fraxinus profunda
- Ясен пенсильванський або ясен ланцетний (Fraxinus pennsylvanica або Fraxinus lanceolata Borkh)
- Fraxinus velutina
- Fraxinus berlandieriana
- Fraxinus caroliniana — ясен каролинський

Секція Pauciflorae:
- Fraxinus greggii — ясен Ґреґґа
- Fraxinus purpusii
- Fraxinus gooddingii — ясен Ґоддінґа
- Fraxinus rufescens

Секція Sciadanuthus:
- Fraxinus hubeiensis — (кит. 湖北梣)
- Fraxinus xanthoxyloides — ясен афганський[7][8]
- Fraxinus dimorpha

Секція Faxinus:
- Fraxinus nigra — ясен чорний
- Fraxinus mandshurica — ясен манчжурський
- Fraxinus angustifolia — ясен вузьколистий. Підвиди:
  - Fraxinus angustifolia Fraxinus oxycarpa — ясен горіхоплідний, або ясен кавказький
  - Fraxinus angustifolia
- Fraxinus excelsior — ясен звичайний
- Fraxinus pallisiae
- Fraxinus sogdiana — ясен согдійський

Секція Ornus
- Fraxinus griffithii — ясен Ґріффіта
- Fraxinus micrantha
- Fraxinus chinensis — ясен китайський
- Fraxinus longicuspis
- Fraxinus floribunda — ясен пишноквітний
- Fraxinus ornus — ясен білоцвітий
- Fraxinus bungeana — ясен Бунґе
- Fraxinus paxiana
- Fraxinus sieboldiana — ясен Зібольда
- Fraxinus lanuginosa
- Fraxinus malacophylla
- Fraxinus apertisquamifera
- Fraxinus baroniana

## Загрози

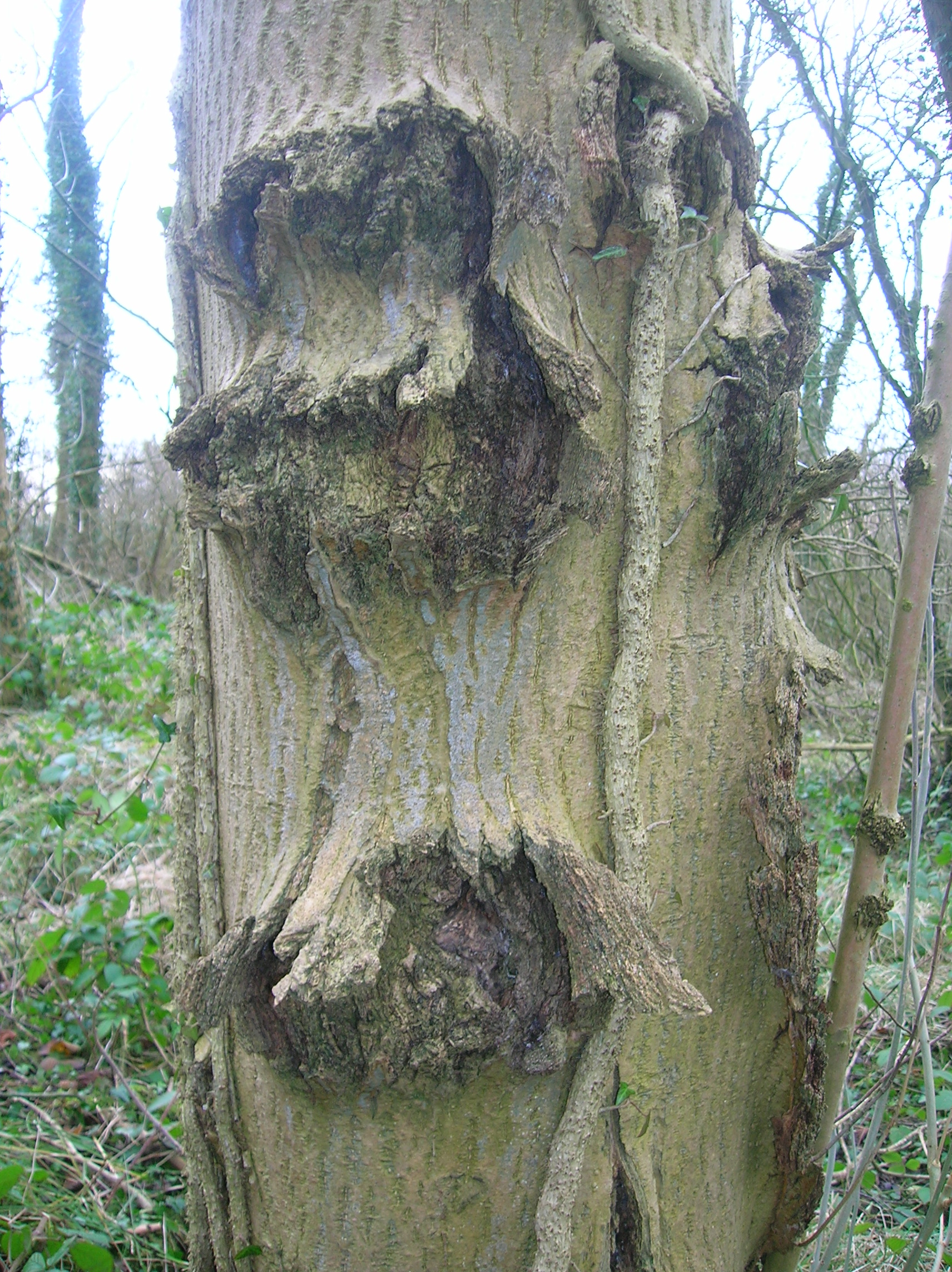
Рани на стовбурі ясеня

Кількість ясенів у Європі може суттєво зменшитися. Їхнє захворювання, що називається халара, вперше помітили в Східній Європі 1992 року, а до 2016 року воно вразило майже 2 млн км² по всій Європі. Халару викликає грибок Hymenoscyphus fraxineus — спершу він убиває листя дерев, потім гілки і врешті все дерево.
Не менш загрозлива для ясенів смарагдова вузькотіла златка — жук, який прийшов у Європу з Азії. Він поширюється на захід від Москви зі швидкістю 41 кілометр на рік, та як вважають, 2016 року досяг Швеції. Шкоду ясенам завдають личинки, що живуть під корою в камбії, і своїми ходами переривають живлення та можуть убити дерево.